# 新泰市周家庄东周墓群
新泰市周家庄东周墓群，位于山东省泰安市新泰市青云街道办事处周家庄村，是中华人民共和国山东省文物保护单位之一。
2006年12月7日，授予山东省文物保护单位，是一座古墓葬。